# Пироговский Участок
Пироговский Участок — поселок в Спасском районе Рязанской области. Входит в Кирицкое сельское поселение.

## География
Находится в центральной части Рязанской области на расстоянии приблизительно 15 км на юг-юго-запад по прямой от районного центра города Спасск-Рязанский в правобережной части района к югу от железнодорожной линии Рязань-Шилово.

## История
В XIX веке поселок еще не существовал. Название очевидно связано с расположенными недалеко деревнями Большое Пирогово и Малое Пирогово.

## Население
Численность населения: 9 человек в 2002 году (русские 67 %, грузины 33 %), 6 в 2010.